# Indang
Indang est une municipalité de la province de Cavite, aux Philippines.